# Balków
Balków is een plaats in het Poolse district  Łęczycki, woiwodschap Łódź. De plaats maakt deel uit van de gemeente Piątek en telt 420 inwoners.